# Sharp Nintendo Television

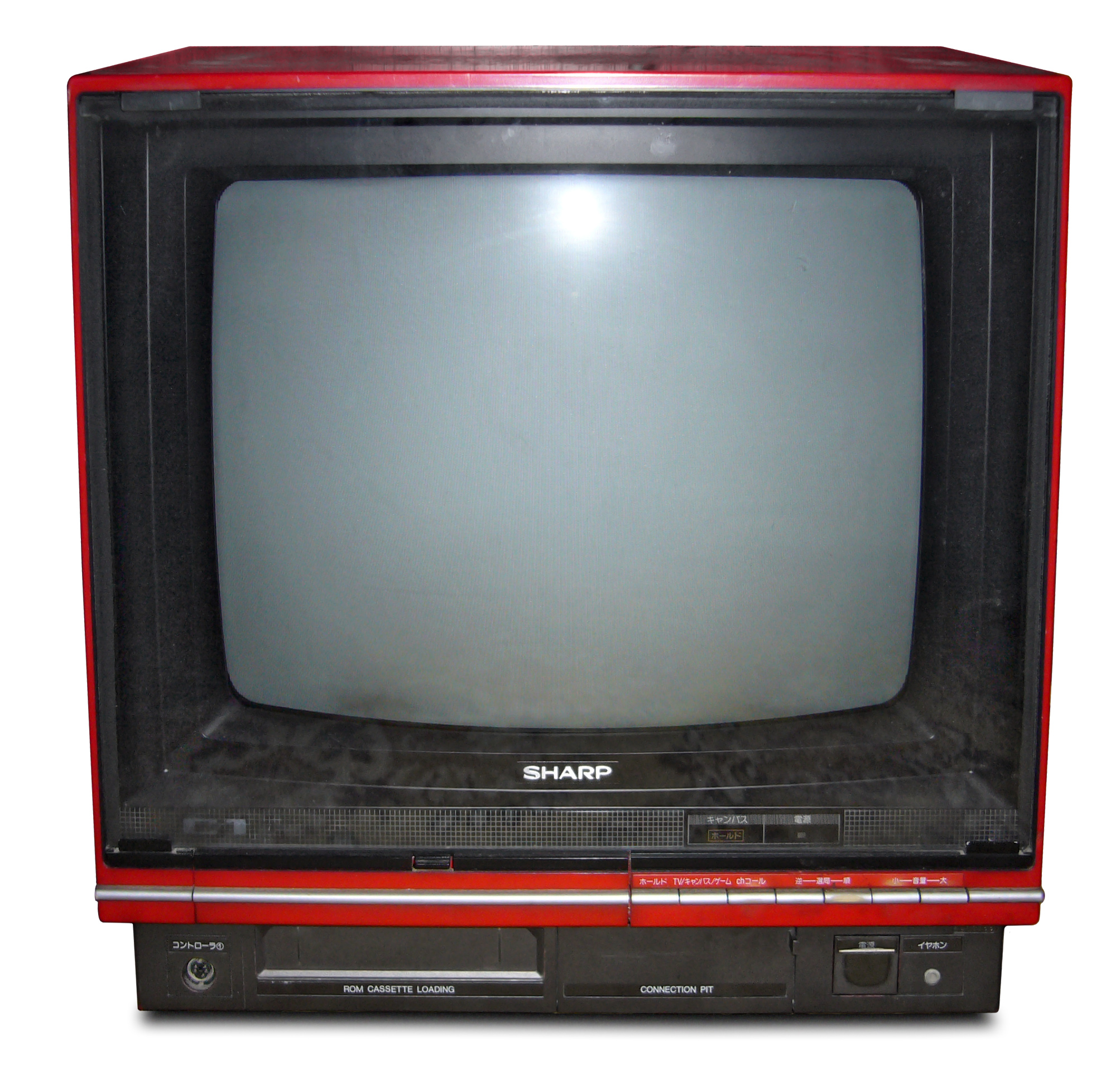

Der Sharp Nintendo Television (in Nordamerika unter dem Namen Game Television vermarktet) ist ein Fernsehgerät mit eingebautem lizenziertem Nintendo Entertainment System (NES) bzw. Family Computer (Famicom), das von Sharp entwickelt wurde. Das Gerät wurde ursprünglich in Japan unter der Bezeichnung My Computer TV C1 (kurz meist Sharp C1 oder nur C1 genannt, jap.: マイコンピュータテレビC1, Mai Konpyūta Terebi C1) im Jahr 1983 vermarktet und war ab 1989 auch in Nordamerika erhältlich. Da das Gerät eine leicht bessere Bildqualität gegenüber Fernsehern mit einem separat angeschlossenen NES bot, wurde es von damaligen Computerspielmagazinen genutzt, um Screenshots von NES-Spielen aufzunehmen. Mit dem System wurden überarbeitete NES-Controller mitgeliefert. Das Konzept des Systems wurde mit dem Super Famicom Naizou TV SF1 für das Super Nintendo Entertainment System (SNES) bzw. den Super Family Computer (Super Famicom) fortgeführt.
Das Gerät war in zwei Varianten mit einem 14- oder 19-Zoll-Bildschirm für 93.000 bzw. 145.000 Yen erhältlich.